# شرط (أصول فقه)
 الشرط من مصطلحات علم أصول الفقه ويقصد به ما يلزم من عدمه العدم، ولا يلزم من وجوده وجود ولا عدم لذاته. مثل: الوضوء شرط من شروط الصلاة ؛وكذلك الإحصان شرط في الرجم. فالشرط وصف يتوقف عليه وجود الحكم، وحقيقته أن عدمه يستلزم عدم الحكم، ولا يلزم من وجوده وجود ولا عدم، ولا يتحقق الحكم بشكل شرعي إلا بوجود الشرط الذي وضعه الشارع له، كالوضوء شرط للصلاة، فلا توجد الصلاة بشكل شرعي إلا إذا وجد الوضوء.

## الشرط في اللغة
أَشراط: جمع شَرَط.
أَشْراطُ كلِّ شَيْءٍ: ابْتِدَاءُ أَوَّله.
والشَرَطُ بالتحريك: العلامةُ. وأَشْراطُ الساعةِ: علاماتُها. ومنه قول الله سبحانه في سورة محمد: ﴿فَهَلْ يَنْظُرُونَ إِلَّا السَّاعَةَ أَنْ تَأْتِيَهُمْ بَغْتَةً فَقَدْ جَاءَ أَشْرَاطُهَا فَأَنَّى لَهُمْ إِذَا جَاءَتْهُمْ ذِكْرَاهُمْ ۝١٨﴾ [محمد:18] أي علاماتها.

## الشرط في الاصطلاح
وأما شرعاً: فهو ما يلزم من عدمه العدم ولا يلزم من وجوده وجود ولا عدم لذاته، أي أنه إذا انعدم الشرط انعدم المشروط، ولكن إذا وجد الشرط فإنه لا يلزم مع وجوده وجود المشروط ولا يلزم من وجوده عدم المشروط.
وهو نوعان:
- الشرط الشرعي وهو ما اشترطه الشرع

كالطهارة للصلاة، فإنه يلزم من عدم الطهارة عدم الصلاة، أي عدم صحتها. ولا يلزم من وجود الطهارة وجود الصلاة ولا عدم الصلاة. لأن الإنسان قد يتطهر لقراءة القرآن مثلاً أو للطواف أو لغير ذلك.
وكاستقبال القبلة للصلاة فإنه إذا انعدم الاستقبال انعدمت صحة الصلاة فلا تصح الصلاة إلا بالاستقبال ولكن لا يلزم من وجود الاستقبال وجود الصلاة ولا عدم الصلاة فإن العبد قد يستقبل القبلة لقراءة القرآن أو للدعاء أو للتدريس ولتعليم العلم مثلاً ونحو ذلك.
وكستر العورة للصلاة فإنه إذا انعدم ستر العورة انعدمت صحة الصلاة فلا تصح الصلاة إلا بستر العورة لكن لا يلزم من ستر العورة وجود الصلاة ولا عدمها.
- والشرط الجعلي وهو ما اشترطه المكلف:

كالاشتراط في البيوع والنكاح وغيره.

## أنواع الشروط

### أولا: تقسيم الشرط باعتبار ارتباطه بالسبب أو المسبب
مثل حولان الحول في وجوب الزكاة في النصاب، فالنصاب سبب لوجوب الزكاة، ولا يتحقق وجود النصاب الدال على الغنى إلا بشرط حولان الحول.

### ثانيا: تقسيم الشرط باعتبار جهة اشتراطه
1. الشرط الشرعي: هي التي تكمل السبب وتجعل أثره يترتب عليه، فالقتل سبب لإيجاب القصاص ولكن بشرط أن يكون قتلا عمدا وعدوانا.
2. الشروط الجعلي: وهو ما اشترطه المكلف، كما لو اشترطت المرأة تقديم معجل المهر كله، وكما لو اشترط المشتري نقل المبيع أو استلامه في مكان معين.[9][8]

### ثالثا: تقسيم الشرط باعتبار إدراك الرابطة مع المشروط
ومن أنواعه : الشرط الذي تكون العلاقة فيه بين الشرط والمشروط ناتجة عن حكم الشرع، كالوضوء للصلاة.